# Dinocoryna schmitti
Dinocoryna schmitti är en skalbaggsart som först beskrevs av Erich Wasmann 1897.  Dinocoryna schmitti ingår i släktet Dinocoryna och familjen kortvingar. Inga underarter finns listade i Catalogue of Life.